# Іванівка (Петрівський старостинський округ)
Іва́нівка (до 1821 — хутір Буцький) — село в Україні, у Шевченківській селищній громаді Куп'янського району Харківської області. Населення становить 91 осіб.

## Географія
Село Іванівка знаходиться на березі Іванівського водосховища, розташованого на річці Гусинка. Вище за течією примикає село Новомиколаївка, нижче за течією на відстані за 1,5 км розташоване село Аркадівка.

## Історія
Середина XVIII ст. — дата заснування як хутір Буцький. 
1821 — перейменоване в село Іванівка.
7 (20) листопада 1917 року, відповідно до.Третього Універсалу Української Центральної Ради, увійшло до складу Української Народної Республіки.
12 червня 2020 року, відповідно до Розпорядження Кабінету Міністрів України № 725-р «Про визначення адміністративних центрів та затвердження територій територіальних громад Харківської області», увійшло до складу Шевченківської селищної територіальної громади.
19 липня 2020 року, в результаті адміністративно-територіальної реформи та ліквідації Шевченківського району, село увійшло до складу новоутвореного Куп'янського району Харківської області.